# Клебер Гедес де Лима
Клебер Гедес де Лима или просто Клебер (порт. Cléber Guedes de Lima; 29 апреля 1974, Бразилиа, Бразилия) — бразильский футболист, защитник.
В 1993—2000 годах играл в бразильских клубах различных дивизионов. В 1997 году в составе «Крузейро» выиграл Кубок Либертадорес. В 2000—2006 выступал за португальские «Белененсиш» и «Виторию» из Гимарайнша. Следующие три сезона провёл в польской «Висле» из Кракова, в начале 2009 перешёл в «Терек». После чемпионата России 2009 года покинул клуб и вернулся в «Вислу», с которой подписал однолетний контракт.